# Relatório Nora-Minc
O relatório L'informatisation de la société (em português A Informatização da Sociedade), mais conhecido como relatório Nora-Minc é um relatório sobre a informatização da sociedade, publicado por dois alto-funcionários franceses, Simon Nora e Alain Minc em dezembro de 1977 e apresentado ao presidente da França, Valéry Giscard d'Estaing no mês seguinte.
Neste relatório foi inventada a palavra e o conceito da telemática e foi previsto o lançamento da rede Minitel.

## Informatização da Sociedade
De acordo com o texto, o centro da crise da democracia ocidental está na crescente informatização da sociedade. Esta última pode agravá-la, relatam, e não ajudar a resolvê-la. Ela derruba o "sistema nervoso das organizações e da sociedade como um todo." De acordo com os dois, a civilização moderna tem um equilíbrio garantido pela presença do Estado e suas instituições, por um lado, e por uma exuberância cada vez maior da sociedade civil, por outro lado. Entre as duas entidades, se posiciona a informática.

## Telemática
Telemática é o neologismo cunhado pelos dois autores do relatório para indicar a combinação de telecomunicações e computador. A telemática oferece modelos mais flexíveis de gestão de consentimento e, portanto, abre a criação de uma ágora de informação semelhante à da pólis grega, com homens e mulheres trocando livremente suas ideias.

## A intervenção do Estado
O relatório mostra a ideia professada pelos dois escritores da necessidade de intervenção do Estado, que teria o dever de normalizar redes, satélites de lançamento, criar banco de dados para determinar o desenvolvimento de um modelo da empresa original com um novo modelo de crescimento. "Destaque dessa política:. Uma grande ministério da Comunicação"

## Efeitos do relatório sobre política nacional e internacional
Os efeitos dessa relação sobre a política nacional são considerados marginais. No mesmo ano da escrita, foi votado na França um ato de proteção de dados e liberdade e foi criada uma Comissão ad hoc, a CNIL, responsável por supervisionar a sua implementação. Também em 1978, criou-se uma comissão para estudar os fluxos globais de dados. No entanto, a França se opôs tenazmente ao princípio do livre fluxo de dados. Além disso, as eleições de maio 1981 trouxeram a equipe do governo socialista, que inaugurou uma estratégia industrial que visava a democratização da informática e informatização da sociedade.
Apesar disso, especialistas norte-americanos em matéria de estradas da informação admitiram ter tomado melhor proveito do relatório Nora-Minc.